# GoEast – Festival des mittel- und osteuropäischen Films 2019

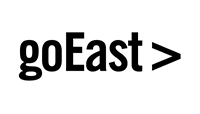
Logo des Festivals

Das 19. goEast – Festival des mittel- und osteuropäischen Films fand vom 10. April bis zum 16. April 2019 in Wiesbaden statt.
Den Hauptpreis gewann der Film Acid (Кислота) des russischen Regisseurs Alexander Gortschilin.

## Internationaler Wettbewerb

### Spielfilme
| Filmtitel                                | Regie                                  | Land                                 |
| ---------------------------------------- | -------------------------------------- | ------------------------------------ |
| Take Me Somewhere Nice                   | Ena Sendijarević                       | Bosnien und Herzegowina, Niederlande |
| Die Stimme des Herrn (Az Úr hangja)      | György Pálfi                           | Ungarn                               |
| Die weiße Mama (Белая мама)              | Sossja Rodkewitsch, Jewgenija Ostanina | Russland                             |
| Momente (Chvilky)                        | Beata Parkanová                        | Tschechien, Slowakei                 |
| Heimspiele (Domashni Igri)               | Alissa Kowalenko                       | Ukraine                              |
| Ende der Saison                          | Elmar Imanov                           | Aserbaidschan, Georgien              |
| Gott existiert, ihr Name ist Petrunya    | Teona Strugar Mitevska                 | Nordmazedonien                       |
| Hungary 2018                             | Eszter Hajdú                           | Ungarn                               |
| Jan Palach                               | Robert Sedláček                        | Tschechien, Slowakei                 |
| Die Steinsprecher (Druga strana svega)   | Igor Drljača                           | Serbien                              |
| Acid (Кислота)                           | Alexander Gortschilin                  | Russland                             |
| Die zärtliche Gleichgültigkeit der Welt  | Ädilchan Jerschanow                    | Kasachstan                           |
| Moon Hotel Kabul                         | Anca Damian                            | Rumänien                             |
| Kalter November (Nëntor i Ftohtë)        | Ismet Sijarina                         | Kosovo, Albanien                     |
| Das Rätsel des Jaan Niemand (Põrgu Jaan) | Kaur Kokk                              | Estland                              |
| Säurewald (Rūgštus miškas)               | Rugilė Barzdžiukaitė                   | Litauen                              |
| Strip and War                            | Andrej Kuzila                          | Belarus, Polen                       |

## Preisträger
- Preis „Die Goldene Lilie“ für den Besten Film: Acid (Кислота) – Regie: Alexander Gortschilin
- Preis für die Beste Regie: Ädilchan Jerschanow – Die zärtliche Gleichgültigkeit der Welt